# Serra (Rocca Santa Maria)
Serra è una frazione del comune di Rocca Santa Maria in Provincia di Teramo.
Il borgo è sito a quota 1096 metri, nel territorio dei Monti della Laga, all'interno del Parco nazionale del Gran Sasso e Monti della Laga.
Il toponimo Serra potrebbe derivare dal dialetto locale sèrrə che ha il significato di cresta.. Il borgo, infatti, è edificato sopra una cresta che domina il fosso nel quale sgorga e ha inizio il torrente Vezzola.
Il paese apparteneva all'antica Università di Rocca Bisegna, assieme alle frazioni e ai territori di Faiete-Cona Faiete, di San Biagio, di Pomarolo e di Macchia Santa Cecilia.
Luigi Ercole, con il suo Dizionario stampato nel 1804 (p. 108), ci fa sapere che gli abitanti di Serra in quel periodo erano 38.
Nel 1841 gli abitanti erano saliti a 44. Nel paese, oggi, vive un solo abitante.
Durante l'estate alcune persone tornano nel paese natìo per trascorrere un periodo di vacanze.
È in progetto il recupero del borgo per farne un albergo diffuso, in rete anche con i borghi di Martese e di Valle Pezzata.
Il paese si sviluppa in lunghezza, con case adiacenti all'unica strada del paese.

## Notizie storiche
Nel 1124 risulta che i Totoneschi erano concessionari di terre della chiesa aprutina, tra i quali il territorio di Serra.
Nel 1270 è documentato la concessione in affitto beni sequestrati tra i quali quelli di Giacomo di Serris.
Nel 1279 il capitolo aprutino concede la chiesa di san Salvatore di Serra Stephanesca a Tommaso di Berardo di Serra Stephanesca.
Nel 1813 Serra, già facente parte dell'università di Rocca di Bisegno sotto la giurisdizione del vescovado di Teramo, entra a far parte del comune di Rocca Santa Maria.

## La chiesa di San Salvatore
In posizione dominante sul paese, poco prima di entrare a Serra, sorge la Chiesa del SS.mo Salvatore (Gesù Cristo Salvatore del mondo).
L'attuale costruzione è stata rimodernata nella prima metà del novecento; già in precedenza esisteva una chiesa, sempre intitolata al SS.mo Salvatore.
Il giorno di culto tradizionale è il 9 novembre; nel passato, quando in paese era abitato (oggi qui vive una sola persona) veniva qui celebrata la Messa con relativa processione.
L'altra festa di antica tradizione era l'Ascensione (di Cristo al Cielo), nel mese di maggio, che richiamava molta gente dai paesi vicini.

## Le tradizioni
Durante la festa dell'Ascensione molti abitanti, dai paesi limitrofi, si recavano a Serra. Nel percorso per giungere fino al paese, naturalmente procedendo a piedi, si dovevano raccogliere tutte le lumache che si incontravano in strada, con la convinzione che, in questi animaletti, vi fossero le anime del Purgatorio.
A Serra le anime sarebbero, poi, state graziate e pulite dal peccato.
Dopo le funzioni religiose, la gente si intratteneva ai margini del paese, sostando sui prati per consumare il pranzo che in precedenza avevano preparato.

## Progetto Borghi
Serra è uno dei tre paesi (insieme a Martese e a Tavolero) inseriti nel Progetto "Borghi", che è stato promosso dall'Amministrazione provinciale di Teramo con l'obiettivo del loro recupero a fini turistici.
Nel corso del progetto sono stati vagliati gli aspetti architettonici, ambientali e turistici di oltre cinquanta borghi compresi nell'entroterra della montagna teramana. I tre prescelti sono stati ritenuti i più interessanti e meritevoli di un rapido recupero e di promozione.